# Pałac w Proszkowie
Pałac w Proszkowie – wybudowany  po 1880 r., w Proszkowie.

## Położenie
Pałac położony jest we wsi  w Polsce, w województwie dolnośląskim, w powiecie średzkim, w gminie Środa Śląska.

## Opis
Obiekt jest częścią zespołu pałacowego, w skład którego wchodzą jeszcze: park, mur ogrodzeniowy.